# PS Olje
PS Olje AB eller bara PS är en bensinstationskedja som grundades i november 2001 i Halland av familjen Sjöö.

## Historik
PS Olje grundades i november 2001 av familjen Sjöö. Bolaget grundades som ett svar på att Svenska Shell centraliserade sin verksamhet, och med det stängde lokala dotterbolag. Vilket bland annat resulterade i att Petroleum Service kontor stängdes. Petroleum Service var ett bolag som familjen Sjöö hade bildat 1998, och sedan sålt till Shell runt 2000. I december 2014 förvärvade PS Olje Oljetjänst i Ljungby AB.

## Verksamhet
PS Olje är verksamma med 28 drivmedelsstationer i Halland, Småland och nordvästra Skåne, och har dess huvudsäte i Halmstad. 